# Zefiro (propulseur à poudre)
Zefiro est une famille de propulseurs à propergol solide développés par Avio et utilisés sur le lanceur léger Vega.

## Caractéristiques
Le propergol solide des étages Zefiro est composé à 19 % de poudre d'aluminium (combustible), 69 % de perchlorate d'ammonium (oxydant) et 12 % de polybutadiène hydroxytéléchélique (liant).
Zefiro 23 est utilisé comme deuxième étage de Vega. Il est allumé après 107 secondes de vol à une altitude de 44 km, après largage du premier étage P80. Il brûle 24 tonnes de propergol pendant 80 secondes environ. Son successeur, Zefiro 40, est utilisé comme deuxième étage des versions Vega C et des futures version Vega E. 
Zefiro 9 est utilisé comme troisième étage de Vega et de la version Vega C. Il est allumé à une altitude de 100 km et brûle 10,5 tonnes de propergol pendant 2 minutes environ. 
| Version         | Zefiro 23 | Zefiro 40      | Zefiro 9     |
| --------------- | --------- | -------------- | ------------ |
| Lanceur         | Vega      | Vega C, Vega E | Vega, Vega C |
| Étage           | 2e        | 2e             | 3e           |
| Poussée         | 1 122 kN  | 1 304 kN       | 314 kN       |
| Isp             | 287,5 s   | 293,5 s        | 295,2 s      |
| Durée           | 77 s      | 92,9 s         | 117,1 s      |
| Hauteur         | 7,5 m     | 7,6 m          | 3,9 m        |
| Diamètre        | 1,9 m     | 2,3 m          | 1,9 m        |
| Masse propergol | 24 t      | 36,2 t         | 10,5 t       |
| Masse à vide    | 1,9 t     | 3 t            | 0,9 t        |

## Missions
L'échec du lancement des satellites Pléiades Neo 5 et 6 lancés par la fusée Vega-C serait dû au Zefiro 40 utilisé comme deuxième étage.